# Adolphe Borgnet
Charles Joseph Adolphe Borgnet, né le 9 germinal an XII (28 mars 1804) à Namur et mort le 15 février 1875 à Liège, est un historien et professeur d’université belge.

## Biographie
Aîné d'une famille de sept enfants originaire de Fumay, Adolphe achève ses études secondaires à l'Athénée de Namur en publiant sous le couvert de l’anonymat La Dewézade, une rareté bibliophilique dans laquelle il brocarde le corps professoral à l'occasion de la visite de l'inspecteur Louis Dewez (1822).
Il décroche le titre de docteur en droit à l’Université d'État de Louvain (1826) et exerce la fonction de juge d’instruction au tribunal de première instance de Namur (1830-1837), tout en consacrant ses loisirs aux études historiques.
Cette passion le détermine à opter pour une carrière d’enseignant à l’Université de Liège, dont il assume le rectorat de 1848 à 1853.
Élu correspondant de l’Académie royale de Belgique en 1836, il devient membre titulaire de la savante institution en 1846 et siège à la Commission royale d’histoire à partir de 1850.
Ses Légendes namuroises, publiées sous le pseudonyme de Jérôme Pimpurniaux et sa Lettre au baron de Reiffenberg, éditée sous celui de Bonaventure Pimpurniaux, illustrent une verve caustique qui lui fait écrire en vieux languaige que souvent meilleur office faict une férule franchement appliquée, qu'un encensoir toujours blandissant.
Adolphe Borgnet est le frère aîné de l'archiviste Jules Borgnet et, par ses sœurs Élise, Aline et Sophie, le beau-frère d'un bourgmestre de Namur, Jean-Baptiste Brabant, et de deux académiciens : le criminaliste Guillaume Nypels et l'officier du génie Armand Demanet.
Élise Bourdon (1808-1890), sa cousine épousée le 29 juin 1829, lui donne trois filles et un fils.
Il a pour petit-fils Adolphe Retté, poète symboliste et écrivain anarchiste.
Il est inhumé au Cimetière de Robermont à Liège.

## Principales publications
- 1834 : Lettres sur la révolution brabançonne, Bruxelles, Berthot, libraire, X + 250 et 311 p.
- 1837 : Légendes namuroises. Par Jérôme Pimpurniaux, ancien procureur au Conseil de Namur, ornées d’un portrait de l’auteur, avec un fac-simile de sa signature et augmentées d’une notice biographique par A. B., Namur, Leroux frères, XXII + 239 p. ; rééd. anastaltique, Namur, Librairie Au vieux Quartier, 1984.
- 1844 : Histoire des Belges à la fin du XVIIIe siècle, Bruxelles, A. Vandale, éditeur-libraire, 2 vol. de XII + 316 et 430 p.; 2e éd., Bruxelles, A. Lacroix & Verboeckhoven, 1861-1862, 2 vol. de 334 et 370 p.
- 1850 : Philippe II et la Belgique. Résumé politique de l’histoire de la révolution belge du XVIe siècle (1555 à 1598), Bruxelles, Meline, Cans et Cie, VII + 234 p. ; traduit en néerlandais : De Nederlanden onder Koning Filips II, Amsterdam, Frederik Muller, 1852, XIV + 316 p.
- 1852 : Insurrection des Gantois contre Charles-Quint. 1536-1540. Tableau d’un révolution au XVIe siècle, Liège, Imprimerie de J. Desoer, libraire, 1852, 52 p.
- 1853 : Manuel d’histoire et de géographie ancienne à l’usage des athénées belges, 4 éditions ; 4e éd., Liège, Imprimerie de Léon De Thier, 1870, XI + 366 p.
- 1856-1858 : Guide du voyageur en Ardenne ou Excursions d'un touriste belge en Belgique ou excursions d’un touriste belge en Belgique, par Jérome Pimpurniaux, homme de lettres, membre de nulle société savante et décoré d’aucun ordre, Bruxelles, Delevingne et Callewaert, éditeurs, VIII + 399 p. (vol. 1) et Bruxelles, Librairie polytechnique de Aug. Decq, VI + 460 p. (vol. 2) ; rééd. anastaltique, Bruxelles, Culture et civilisation, 1981.
- 1861 : Chronique de Jean de Stavelot, Bruxelles, N. Hayez, imprimeur de l’Académie royale de Belgique (Publications de la Commission royale d’histoire. Collection de chroniques belges inédites), XII + 664 + 90 p.
- 1864-1876 : Ly myreur des histors, chronique de Jean des Preis dit d’Outremeuse, Bruxelles, M. Hayez, imprimeur de l’Académie royale de Belgique (Corps des chroniques liégeoises)
  - Jean d'Outremeuse (publié par Adolphe Borgnet), Ly myreur des histors, t. I, Bruxelles, Hayez, 1864, 684 p. (lire en ligne)
  - Jean d'Outremeuse (publié par Adolphe Borgnet), Ly myreur des histors, t. II, Bruxelles, Hayez, 1869, 835 p. (lire en ligne)
  - Jean d'Outremeuse (publié par Adolphe Borgnet), Ly myreur des histors, t. III, Bruxelles, Hayez, 1873, 584 p. (lire en ligne)
  - Jean d'Outremeuse (publié par Adolphe Borgnet), Ly myreur des histors, t. V, Bruxelles, Hayez, 1867, 752 p. (lire en ligne)
- 1865 : Histoire de la révolution liégeoise de 1789 (1789 à 1795) d’après des documents inédits, Liège, L. De Thier & F. Lovinfosse, 2 vol. de XIV + 542 p. et 584 p.